# Биатлон на зимних Паралимпийских играх 2018
Состязания по биатлону на зимних Паралимпийских играх 2018 в Пхёнчхане прошли с 10 по 16 марта в центре лыжных гонок и биатлона «Альпензия». Было разыграно 18 комплектов наград.
Первое место в медальном зачёте по биатлону заняла команда нейтральных паралимпийских спортсменов (золотых медалей - 5, серебряных - 5, бронзовых - 1, всего - 11).
Больше всего  медалей  по биатлону на зимних Паралимпийских играх 2018 собрала Украина  (золотых медалей - 4, серебряных - 5, бронзовых - 5, всего - 14).

## Медальный зачёт
Жирным шрифтом выделено самое большое количество медалей в своей категории
| Общее количество медалей |                                       |        |         |        |       |
| Место                    | Страна                                | Золото | Серебро | Бронза | Всего |
| 1                        | Нейтральные паралимпийские спортсмены | 5      | 5       | 1      | 11    |
| 2                        | Украина                               | 4      | 5       | 5      | 14    |
| 3                        | Германия                              | 3      | 0       | 2      | 5     |
| 4                        | США                                   | 2      | 4       | 1      | 7     |
| 5                        | Франция                               | 2      | 1       | 1      | 4     |
| 5                        | Беларусь                              | 1      | 2       | 3      | 6     |
| 7                        | Канада                                | 1      | 1       | 4      | 6     |
| 8                        | Норвегия                              | 0      | 0       | 1      | 1     |
| Всего                    | Всего                                 | 18     | 18      | 18     | 48    |

## Медалисты

### Мужчины
| Дисциплина                   | Золото                                             | Серебро                                            | Бронза                                                  |
| 7,5 км, сидя                 | Даниэль Кноссен США                                | Дмитрий Лобан Беларусь                             | Коллин Кэмерон Канада                                   |
| 7,5 км, стоя                 | Бенджамин Давьет Франция                           | Марк Арендс Канада                                 | Игорь Рептюх Украина                                    |
| 7,5 км, с нарушением зрения  | Виталий Лукьяненко ведущий — Иван Марчушак Украина | Юрий Холуб ведущий — Дмитрий Будзилович Беларусь   | Анатолий Ковалевский ведущий — Олександр Мукшин Украина |
| 12,5 км, сидя                | Тарас Радь Украина                                 | Даниэль Кноссен США                                | Андрей Соуль США                                        |
| 12,5 км, стоя                | Бенджамин Давьет Франция                           | Игорь Рептюх Украина                               | Марк Арендс Канада                                      |
| 12,5 км, с нарушением зрения | Юрий Холуб ведущий — Дмитрий Будзилович Беларусь   | Олександр Казик ведущий — Сергей Кучерявый Украина | Юрий Уткин ведущий — Руслан Перехода Украина            |
| 15 км, сидя                  | Мартин Флейг Германия                              | Даниэль Кноссен США                                | Коллин Кэмерон Канада                                   |
| 15 км, стоя                  | Марк Арендс Канада                                 | Бенджамин Давьет Франция                           | Нильс-Эрик Улсет Норвегия                               |
| 15 км, с нарушением зрения   | Виталий Лукьяненко ведущий — Иван Марчушак Украина | Олександр Казик ведущий — Сергей Кучерявый Украина | Энтони Шаленсон ведущий — Симон Вальверде Франция       |

### Женщины
| Дисциплина                   | Золото                                                                         | Серебро                                                                        | Бронза                                              |
| 6 км, сидя                   | Кендалл Гретш США                                                              | Оксана Мастерс США                                                             | Лидия Графеева Беларусь                             |
| 6 км, стоя                   | Екатерина Румянцева Нейтральные паралимпийские спортсмены                      | Анна Миленина Нейтральные паралимпийские спортсмены                            | Людмила Лященко Украина                             |
| 6 км, с нарушением зрения    | Михалина Лысова ведущий — Алексей Иванов Нейтральные паралимпийские спортсмены | Оксана Шишкова ведущий — Виталий Казаков Украина                               | Светлана Сахаменка ведущий — Роман Яшчанка Беларусь |
| 10 км, сидя                  | Андреа Эскау Германия                                                          | Марта Зайнуллина Нейтральные паралимпийские спортсмены                         | Ирина Гуляева Нейтральные паралимпийские спортсмены |
| 10 км, стоя                  | Екатерина Румянцева Нейтральные паралимпийские спортсмены                      | Анна Миленина Нейтральные паралимпийские спортсмены                            | Людмила Ляшенко Украина                             |
| 10 км, с нарушением зрения   | Оксана Шишкова ведущий — Виталий Казаков Украина                               | Михалина Лысова ведущий — Алексей Иванов Нейтральные паралимпийские спортсмены | Клара Клуг ведущий — Мартин Хартл Германия          |
| 12,5 км, сидя                | Андреа Эскау Германия                                                          | Оксана Мастерс США                                                             | Лидия Графеева Беларусь                             |
| 12,5 км, стоя                | Анна Миленина Нейтральные паралимпийские спортсмены                            | Екатерина Румянцева Нейтральные паралимпийские спортсмены                      | Британни Худак Канада                               |
| 12,5 км, с нарушением зрения | Михалина Лысова ведущий — Алексей Иванов Нейтральные паралимпийские спортсмены | Оксана Шишкова ведущий — Виталий Казаков Украина                               | Клара Клуг ведущий — Мартин Хартл Германия          |